# 违单
违单是一个服装业中的术语。由于名牌服装外包给加工厂生产服装的过程中，加工厂总是会略微超过订单数量生产服装，以备有残次品可以调换。这样上游厂商拿走订单数量的服装后加工厂手中总会剩下服装。这些服装是禁止被销售的。但是仍然有销售商来购买这些服装，去掉原来的商标加以销售。因为这些产品虽然有少量瑕疵但是价格却非常低廉，往往销路很好。这样的服装称为违单货。
实际上各个厂商之间往往有默契。如果一个品牌不想有违单流入市场，它可以买下全部的货，自己销毁次品。它将次品留给加工厂也可以算作对加工厂的补贴。只要数量不太多就可以接受。